# Opel Manta
Opel Manta — модель легкового автомобиля Opel.

## Manta A
Manta A (1970—1975) появился на конвейере Opel в сентябре 1970 года. И сразу стал очень популярным. Спортивное купе стало ответом Opel на модель Ford Capri. Кузов Manta, построенный по схеме чистого купе 2+2, украшали спереди и сзади стильные сдвоенные круглые фонари. Машина оснащалась карбюраторными бензиновыми двигателями, объемом 1,6 литра (68 л. с.) и 1,9 литра (105 л. с.), которые агрегатировались с механической коробкой передач. Чуть позднее — в 1974 году в гамму моторов был добавлен инжекторный двигатель 1.6i (80 л. с.) Вес автомобиля — 950 кг. Размеры: 4292×1626×1355 мм. Параллельно, небольшой партией выпускалась модель с мотором 1,9 л (90 л. с.)
Варианты комплектаций: L и SR (Sport), а также модификация носившая собственное название Berlinetta. Последняя отличалась капотом, покрашенным в черный цвет, спортивным рулем и штатным тахометром. Максимальная скорость — версия 1.6S — 154 км/ч, 1.6GT/E — 164 км/ч, 1.9S — 188 км/ч. Базовая цена модели составлял 8269 немецких марок.
Кроме заряженных спортивных версий с 1972—1975 годов выпускался другой вариант купе Manta, с карбюраторным двигателем от Opel Kadett С — 1.2 (60 л. с.). С таким мотором Manta могла разгоняться до 150 км/ч и весила 930 кг. С таким мотором выпускались комплектации «Стандарт» и L. Кузова их отличались размерами 4445×1670×1330 мм и удлиненной колесной базой — 2518 мм. Стандартное оснащение этих машин было лучше и машины позиционировались как более представительные. В облике преобладало большое количество хрома. Передние тормоза у всех Manta дисковые, задние — барабанные. Карбюраторы — от фирмы Solex. Базовая цена — от 8528 марок.

## Manta B
В 1975 году Manta B (1975—1988) сменила на конвейере предыдущую модель. Кузов модернизировали. Поменялось решение передка. Круглые фары уступили место квадратным. Расширилась и линейка двигателей. Добавились карбюраторные двигатели 1.9S (90 л. с.) и 1.9N (75 л. с.). А с 1977 года — еще и мотор с непосредственным впрыском 1.9Е (105 л.с.), с которым Manta могла разогнаться до 187 км/ч. Базовая цена модели с карбюраторным двигателем 1.9S — от 11 756 немецких марок, с инжекторным двигателем машина стоила на 2150 марок больше.
Карбюраторный двигатель от Kadett С — 1.2 (60 л. с.) был дополнен версией мотора 1.6 (75 л. с.) А с 1979 года мотор 1.2 был заменен на 1.3. Моторы агрегатировались с ручной четырехступенчатой КПП. Выпускались по-прежнему комплектации «Стандарт», L, SR, Berlinetta. Базовая цена с мотором 1.2 — от 10 600 марок, с мотором 1.6 — от 11 675 марок.
Самыми мощными Manta B можно считать[кем?] на тот момент модели GT/E Coupe. Эти комплектации оснащались двигателями 1.9E (105 л. с.), 2.0S (100 л. с.) или 2.0Е (110 л. с.) Максимальная скорость составляла соответственно 185, 180 и 187 км/ч. На эти модели устанавливали специальные спортивные сидения и специальные диски из легкого сплава, на заказ ставилась ручная пятиступенчатая КПП. Базовая цена модели с двигателем 1.9Е — от 14 500 немецких марок. Всего было изготовлено 224 762 экземпляров.
С 1977 по 1986 год выпускались Manta с карбюраторными двигателями 1.3S (75 л. с.), с 1978 по 1981 — 1.3N (60 л. с.) и с 1982 по 1988 — 1.8S (90 л. с.) Штатные колеса для Manta — 165 SR 13 или 185/70-HR13. Вес машины с таким мотором — около 1000 кг. Базовая цена c мотором 1.3 — от 14 620 марок, с мотором 1.8S — от 19 733 марок.
Выпускалась также Manta в варианте кузова хетчбэк. Такая модель называлась Coupe CC. Две буквы СС в данном случае означают Combi-Coupe. Такие варианты выпускались очень долго — с 1978 по 1988 год. Эти комплектации оснащались двигателями 1.6 (75 л. с.) или 1.8S (90 л. с.), или 2.0S (100 л. с.) Максимальная скорость составляла соответственно 163 км/ч. Во всем остальном эта модель была аналогична другим Manta семейства.
Последняя Manta вышла за ворота завода в мае 1988 года, после чего была заменена через некоторое время новым купе — Opel Calibra.

## В массовой культуре
В немецком юморе существуют «анекдоты о Манте» (нем. Mantawitz) в комической форме описывающие «водителя Манты» (Mantafahrer) как скучного мужчину из низших слоёв общества, агрессивного водителя, мачо, равно помешанного на своей машине и подруге — блондинке-парикмахерше.
Эти шутки высмеивают стереотипного представителя рабочего класса — хозяина второсортного маслкара, одним из типичных примером которого является Manta. Реклама «Мант» была нацелена на покупателей, которые желали приобрести спортивный автомобиль, но не могли позволить себе статусную машину, такую как BMW или Mercedes. Гордые владельцы Опель Манта часто украшали их хромированными деталями, наносили предназначенные для гоночных автомобилей полосы, устанавливали специальные шины или фары дальнего света, чтобы имитировать принадлежность к миру автоспорта.
Примеры подобных шуток:
- Что осталось после аварии Манты? — Золотая цепочка и скорбящая парикмахерша.[3]
- Какая самая короткая шутка о Манте? — Ein Manta steht vor der Uni (Манта, припаркованная перед университетом).[3]
- Что говорит водитель Манты, врезавшись в дерево? — Komisch--hab doch gehupt! («Странно, — ведь я сигналил!»)[5]

Популярность подобных шуток породила два успешных в прокате фильма — Manta — Der Film и «Рискованные гонки» (1991), в последнем в роли водителя «Манты» снялся Тиль Швайгер.
Водителем Манты является один из главных героев New Kids — комедийного скетч-шоу и двух полнометражных фильмов о группе антисоциальных молодых парней из небольшого города на юге Нидерландов.